# Hartmaniella
Hartmaniella är ett släkte av ringmaskar. Hartmaniella ingår i familjen Hartmaniellidae.
Hartmaniella är enda släktet i familjen Hartmaniellidae.
Kladogram enligt Catalogue of Life:
| Hartmaniella | \| \| Hartmaniella erecta \| \| \| \| \| \| Hartmaniella tulearensis \| \| \| \| |
|              | \| \| Hartmaniella erecta \| \| \| \| \| \| Hartmaniella tulearensis \| \| \| \| |
|              | Hartmaniella erecta                                                              |
|              |                                                                                  |
|              | Hartmaniella tulearensis                                                         |
|              |                                                                                  |